# 11267 Donaldkessler
11267 Donaldkessler è un asteroide della fascia principale. Scoperto nel 1981, presenta un'orbita caratterizzata da un semiasse maggiore pari a 2,7844074 UA e da un'eccentricità di 0,0755516, inclinata di 3,91954° rispetto all'eclittica.
L'asteroide è dedicato all'astrofisico statunitense Donald J. Kessler, noto per le sue ricerche sui detriti spaziali.